# Jean-Pierre Georg

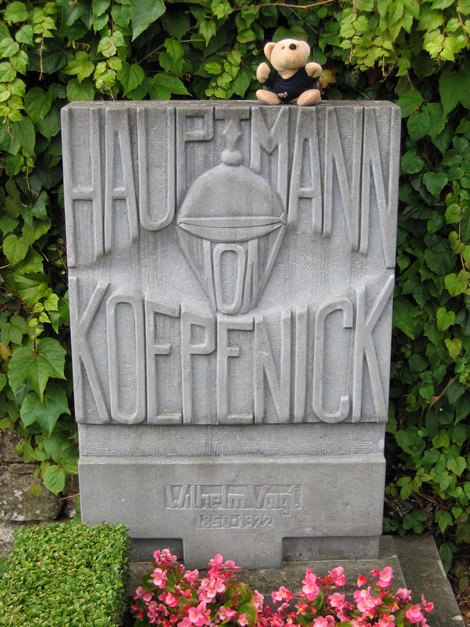
grafsteen Wilhelm Voigt (1977) op de Cimetière Notre-Dame

Jean Pierre Angelo (Jean-Pierre) Georg (Esch-sur-Alzette, 19 september 1926 – Fennange, 21 oktober 2004) was een Luxemburgs beeldhouwer.

## Leven en werk
Jean-Pierre Georg was een zoon van portier Nicolas Georg. Hij werd opgeleid in de beeldhouwkunst aan de Ecole Professionnelle in Esch en als leerling van Lucien Wercollier aan de École d'artisans de l'État in Limpertsberg. Hij werd in 1944 ingelijfd bij het Duitse leger en raakte kort voor de Duitse overgave in 1945 gewond aan het Oostfront. Hij bracht twee jaar door in ziekenhuizen en keerde in 1947 terug naar zijn land. Hij herstelde verder in Zwitserland, waar hij diersculpturen in klei maakte. In 1957 keerde hij opnieuw terug naar het groothertogdom, waar hij naast zijn werk weer beeldhouwlessen volgde bij Wercollier. 
Georg maakte beelden in hout, marmer en brons. Kunsthistoricus Becker schreef over zijn werk: "Jean-Pierre Georg verlaat in zijn kunst het antropomorfe ten gunste van dierlijke of dierlijke of abstracte vormen. Deze keuze laat hem toe af te stappen van een symbolische of expressionistische opvatting van kunst en een nieuw abstract object uit te vinden dat lijkt voort te komen uit de aarde, de lucht en het water, zoals levende organismen of dieren. (...) Zelfs roerloos, de Zeehond van 1962, de Larve uit 1964, de Vis uit 1966 van Jean-Pierre Georg zijn sculpturen die leven, pulserend met interne energie, van een opvallende vitaliteit." Vanaf 1962 exposeerde hij zijn werk bij de Cercle Artistique de Luxembourg, later ook elders in binnen- en buitenland, onder andere een aantal keren met beeldhouwster Maggy Stein en schilder Roger Bertemes in de Galerie d'Art Municipale in Esch (1964, 1970 en 1977). In 1976 nam Georg met dertien Luxemburgse kunstenaars, onder wie Bertemes, Ben Heyart, Charles Kohl, Joseph Probst, Stein en Wercollier, deel aan de eerste Salon d'art contemporain in het Grand Palais in Parijs. In 1979 toonde hij met Wercollier en Wenzel Profant zijn werk tijdens een beeldententoonstelling in Brussel. De beeldhouwer werkte geregeld in Carrara aan marmeren beelden. 
In 1980 trouwde hij met Maggy Stein (1931-1999), net als hij een oud-leerling van Wercollier. Het paar vestigde zich in Fennange, waar ze elk hun eigen werkplaats hadden in een gerestaureerde boerderij. In 1981 hadden ze een duo-expositie in Galerie Kutter, in 1991 bij de Galerie de Luxembourg, bovendien verscheen dat jaar een gezamenlijk kunstboek. In 1985 werd een award ingesteld voor bijzondere verdiensten op het gebied van natuur- en milieubescherming, de winnaar krijgt een afgietsel van een gestilleerde uil van Georg. In 1995 maakten Georg en Stein elk twee marmeren beelden die in permanente bruikleen werden gegeven aan het Hof van Justitie van de Europese Unie.
Georg overleed op 78-jarige leeftijd.

## Enkele werken
- 1977 grafsteen van Wilhelm Voigt op de Cimetière Notre-Dame.
- 1995 Aurore en Nuit allée, twee marmeren sculpturen voor het Europees Hof van Justitie.
- twee monumentale reliëfs voor een administratiekantoor in Capellen.
- sculptuur voor de binnenplaats van het Lycée Technique Hôtelier, de hotelschool in Diekirch.
- sculptuur voor de begraafplaats in Merl.